# Live 09-04-2011
Live 09-04-2011 è un album dei Diaframma registrato durante un concerto tenuto al Viper Theatre di Firenze durante il quale si sono alternati sul palco anche degli ospiti esterni per cantare alcuni dei brani in scaletta.

## Tracce
1. Gennaio – 4:11
2. Io sto con te (ma amo un'altra) – 2:14
3. Mi sento un mostro – 2:10
4. L'orgia – 2:39
5. Illusione ottica – 2:29
6. Io amo lei – 3:32
7. Delorenzo – 3:20
8. Information of death – 3:43
9. Labbra blu – 3:22
10. Ziggy stardust – 3:10
11. I figli sopravvivono – 3:36
12. Il telefono – 3:29
13. Fiore non sentirti sola – 2:58
14. Diamante grezzo – 3:02
15. Amsterdam – 4:24
16. Siberia – 3:01
17. Verde – 3:18
18. L'odore delle rose – 2:28
19. Vaiano – 2:47

## Formazione
- Federico Fiumani - voce, chitarra
- Luca Cantasano - basso
- Lorenzo Moretto - batteria
- Francesco Renzoni - tastiere
- Marcello Michelotti - voce in Delorenzo e Information of death
- Andrea Chimenti - voce in Labbra blu e Ziggy stardust
- Miro Sassolini - voce in Amsterdam e Siberia